# 佩拉斯多夫
佩拉斯多夫是德国巴伐利亚州的一个市镇。总面积16.04平方公里，总人口670人，其中男性336人，女性334人（2011年12月31日），人口密度42人/平方公里。